# Gerichtsbezirk Komotau
Der Gerichtsbezirk Komotau (tschechisch: soudní okres Chomůtov) war ein dem Bezirksgericht Komotau unterstehender Gerichtsbezirk im Kronland Böhmen. Er umfasste Gebiete im Nordwesten Böhmens im Okres Chomutov. Zentrum des Gerichtsbezirks war die Stadt Komotau (Chomůtov). Das Gebiet gehörte seit 1918 zur neu gegründeten Tschechoslowakei und ist seit 1991 Teil der Tschechischen Republik.

## Geschichte
Die ursprüngliche Patrimonialgerichtsbarkeit wurde im Kaisertum Österreich nach den Revolutionsjahren 1848/49 aufgehoben. An ihre Stelle traten die Bezirks-, Landes- und Oberlandesgerichte, die nach den Grundzüge des Justizministers geplant und deren Schaffung am 6. Juli 1849 von Kaiser Franz Joseph I. genehmigt wurde. Der Gerichtsbezirk Komotau gehörte zunächst zum Kreis Saaz und umfasste 1854 die 47 Katastralgemeinden Bielenz, Dörnthal, Domina, Eidlitz, Glieden, Grün, Hagensdorf, Hohentann, Holetitz, Hoschitz, Hruschowan, Körbitz, Komotau, Kralupp, Krima, Liebisch, Losan, Malkau, Naschau, Negranitz, Neosablitz, Nokowitz, Oberdorf, Petsch, Plaßdorf, Platz, Prahn, Priesen, Pritschapl, Retschitz, Salesel, Schönlind, Skyrl, Sporitz, Strahn, Strössau, Tenetitz, Trauschkowitz, Troschig, Tschermich, Tschern, Tenetitz, Tschernowitz, Tschoschl, Wisset und Witschitz. Der Gerichtsbezirk Komotau bildete im Zuge der Trennung der politischen von der judikativen Verwaltung ab 1868 gemeinsam mit den Gerichtsbezirken Görkau und Sebastiansberg den Bezirk Komotau.
Im Gerichtsbezirk Komotau lebten 1869 21.942 Menschen, 1900 waren es 35.689 Personen.
Der Gerichtsbezirk Komotau wies 1910 eine Bevölkerung von 42.063 Personen auf, von denen 40.617 Deutsch und lediglich 748 Tschechisch als Umgangssprache angaben. Im Gerichtsbezirk lebten zudem 698 Anderssprachige oder Staatsfremde.
Durch die Grenzbestimmungen des am 10. September 1919 abgeschlossenen Vertrages von Saint-Germain kam der Gerichtsbezirk Komotau vollständig zur neugegründeten Tschechoslowakei, wobei die Gerichtseinteilung bis 1938 im Wesentlichen bestehen blieb. Nach dem Münchner Abkommen wurde das Gebiet dem Landkreis Komotau bzw. dem Sudetenland zugeschlagen.
Nach dem Zweiten Weltkrieg wurde das Gebiet Teil des Okres Chomutov, zu dem es bis heute gehört. Nachdem die Bezirksbehörden im Zuge einer Verwaltungsreform 2003 ihre Verwaltungskompetenzen verloren, werden diese von den Gemeinden bzw. dem Ústecký kraj wahrgenommen, zu dem das Gebiet um Chomůtov seit Beginn des 21. Jahrhunderts mit anderen Bezirken zusammengefasst wurde.

## Gerichtssprengel
Der Gerichtssprengel umfasste Ende 1914 die 47 Gemeinden Bielenz (Bílence), Deutschkralupp (Německé Kralupy), Dörnthal (Suchdol), Domina (Domina), Eidlitz (Údlice), Glieden (Lideň), Grün (Zelená), Hagensdorf (Ahníkov), Hohentann (Vysoká Jedle), Holletitz (Holetice), Hoschitz (Hošnice), Hruschowan (Hrušovany), Körbitz (Krbice), Komotau (Chomutov), Krima (Křimov), Liebisch (Libonš), Losan (Lažany), Malkau (Málkov), Naschau (Naší), Negranitz (Nechranice), Neosablitz (Nezabylice), Nokowitz (Nebovazy), Oberdorf (Horní Ves), Petsch (Bečov), Plaßdorf (Blahuňov), Platz (Místo), Prahn (Brány), Priesen (Březno), Pritschapl (Přečaply), Retschitz (Račice), Salesel (Zálezly), Schönlind (Krásná Lípa), Skyrl (Škrle), Sosau (Zásada), Sporitz (Spořice), Strahn (Stranná), Strössau (Střezov), Tenetitz (Denětice), Trauschkowitz (Droužkovice), Troschig (Strážky), Tschermich (Černíky), Tschern (Všehrdy), Tschernowitz (Černovice), Tschoschl (Stráž), Wisset (Vysoká), Witschitz (Vičice) und Zuscha (Sušany).